# Llapis 3D

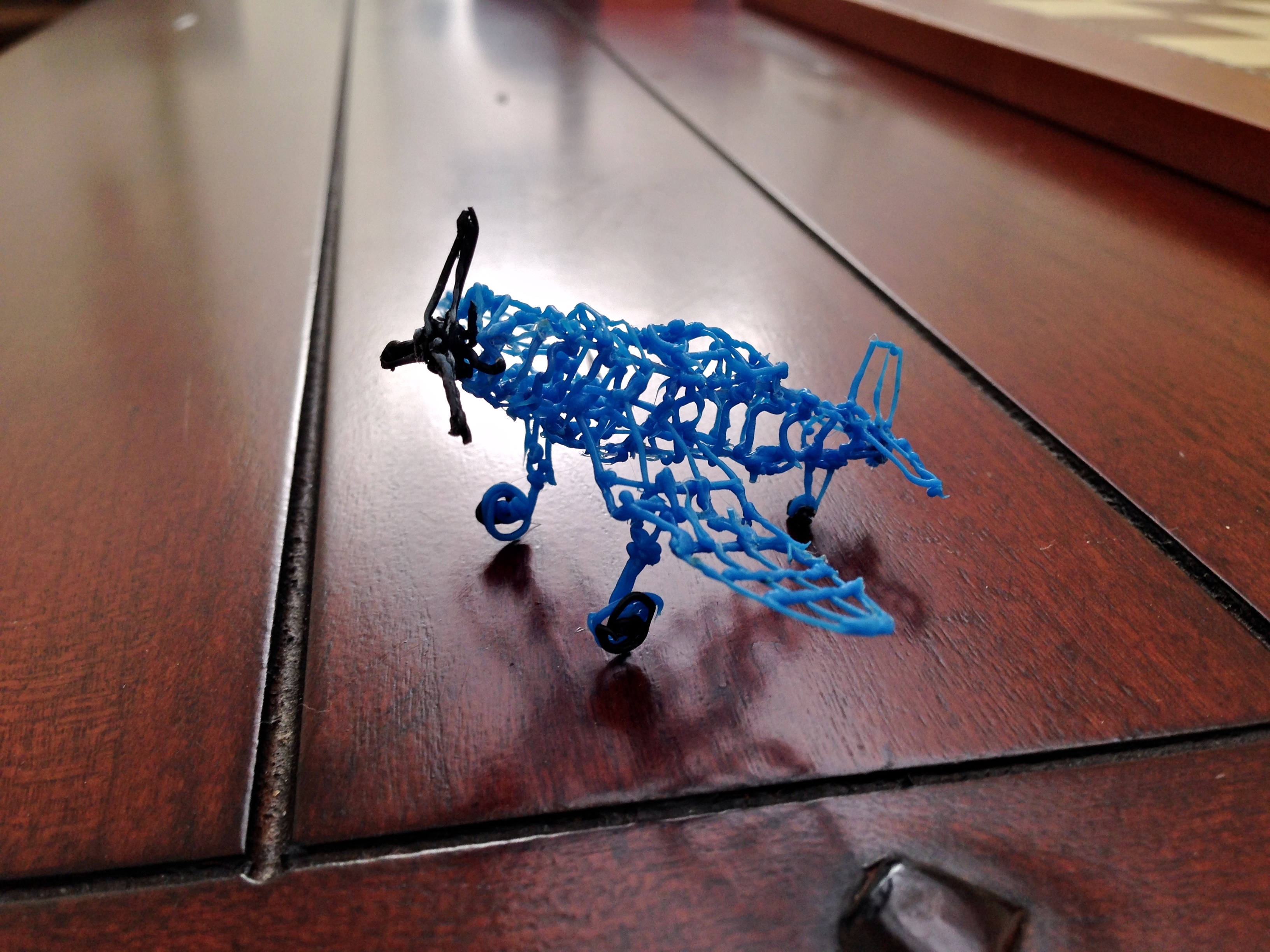
Avioneta creada amb el 3Doodler, mitjançant plàstic blau i negre

El Llapis 3D és un llapis que, com el seu propi nom indica, té la capacitat de dibuixar utilitzant el plàstic com a tinta. Això el converteix en una petita impresora 3D que permet crear objectes dibuixant-los directament amb el material tangible. El primer Llapis 3D que va sortir al mercat s'anomena 3Doodler, va ser creat per Peter Dilworth, Maxwell Bogue i Daniel Cowen, treballador de l'empresa WobblerWorks Inc, l'any 2012.

## Funcionament
Aquest aparell d'impressió 3D funciona mitjançant l'extracció de plàstic calent que es refreda a l'entrar en contacte amb l'aire, creant d'aquista manera una estructura estable, això permet la creació d'objectes en tres dimensions d'una manera més senzilla que a través d'una impresora 3D convencional.
El llapis disposa d'un orifici a través del qual es pot carregar amb energia elèctrica l'aparell, un altre orifici on s'introdueix el material (plàstic) que construirà els objectes una vegada desfet.
Altres funcions de les què disposa el llapis: el botó retractor de cable i el botó alimentador de cable (referint-nos a cable com a plàstic combustible) i l'orifici pel qual surt el plàstic o cable desfet.
Abans de fer funcionar l'aparell, aquest requereix uns minuts de pre-escalfament, després es podrà utilitzar lliurement per crear l'objecte desitjat.

## Marques populars

### 3Doodler
Aquest va ser el primer en sortir al mercat, llençat l'any 2013, que va servir com a “prova” per a després treure el segon model l'any 2015. L'actualització permet canviar la mida i la forma de la “tinta”. Aquesta marca ofereix plantilles que es poden descarregar al web, on es donen instruccions per fer construccions amb el llapis 3D de manera més professional.
Actualment col·laboren amb Etsy per vendre obres fetes amb el seu llapis de diversos creadors i així poder mostrar les infinites possibilitats que ofereix el seu producte.

### LIX
Aquest model destaca per la seva mida: és el llapis 3D més petit que es pot trobar al mercat. La versió actual costa 100 euros i al seu web podem adquirir una gran diversitat de plastics, de colors diversos i classificats segons el seu origen: fets a base de plantes que s'adhereixen a la majoria de superfícies, o els plastics fets a base de petroli i que és rígid.
A la seva pàgina web, a part de poder adquiris els productes, hi ha un apartat on es poden vendre i comprar els dissenys dels creadors fets amb el llapis 3D.
També disposa d'un apartat de tutorials per a aprendre a utilitzar el llapis LIX.

### Leo Evo 3D
Aquest llapis 3D és recomanat tant per nens com per adults. Permet canviar la temperatura i la velocitat amb la què surt el material. També inclou plantilles i filaments de colors variats. Un factor important és que inclou una pantalla on surten reflectits els diversos paràmetres per tal de fer el seu ús més simple.